# Devan Nair
Devan Nair Chengara Veetil (n. Malaca, 5 de agosto de 1923 - Hamilton, Ontario, 6 de diciembre de 2005) conocido también como CV Devan Nair, fue un político singapurense y previamente malasio que fungió como el tercer presidente de Singapur entre 1981 y 1985.
Antes de su presidencia, Nair dirigió el movimiento sindical singapurense y fundó el Congreso Nacional de Sindicatos en 1961. También fundó el Partido de Acción Democrática (DAP) junto con Chen Man Hin en Malasia, partido que es actualmente una de las principales fuerzas políticas del país. Miembro del Partido de Acción Popular (PAP), renunció a su membresía para ser elegido presidente en octubre de 1981 y ejerció hasta su dimisión el 28 de marzo de 1985.

## Primeros años
Nacido el 5 de agosto de 1923 en Malaca, era hijo de un empleado de plantaciones de caucho, IVK Nair, originario de Thalassery, Kerala. Él y su familia emigraron a Singapur cuando él tenía diez años y recibió su educación primaria en la escuela de Rangoon Road antes de matricularse en la escuela Victoria para su educación secundaria, donde aprobó su examen de Cambridge en 1940. Su desdén por el régimen colonial se hizo notar en aquella época cuando cambió la letra de la canción "Rule, Britannia!" por elementos antibritánicos durante una actuación del coro de la escuela ante un invitado de honor británico.

## Carrera política
Después de la Segunda Guerra Mundial, Nair se convirtió en un maestro capacitado normal y enseñó en la institución St. Joseph y más tarde, en la escuela St. Andrew. En 1949, se convirtió en Secretario General del Sindicato de Maestros de Singapur. Fue detenido en 1951 por los británicos por actividades anticoloniales.
Inicialmente miembro de la Liga Anticomunista Británica, se unió al Partido de Acción Popular de Lee Kuan Yew en 1954. En 1955 se presentó como candidato a asambleísta por la circunscripción de Farrer Park en las primeras elecciones bajo sufragio universal de Singapur. Sin embargo, fue el único de los cuatro candidatos del PAP en aquella elección que no resultó elegido, al ser derrotado por su contrincante Anthony Rebeiro Lazarous, del Frente Laborista. Sin embargo, perdió por menos de 400 votos y recibió el 33.07% de los sufragios, lo que le permitió conservar su depósito.
En 1956, Devan Nair fue detenido nuevamente bajo la Ley de Ordenanza de Preservación de la Seguridad Pública junto con los sindicalistas Lim Chin Siong y James Puthucheary como presuntos subversivos comunistas después de los disturbios en las escuelas medias chinas. Fue liberado en 1959 cuando el PAP ganó las siguientes elecciones en forma aplastante. Posteriormente fue nombrado secretario político del Ministro de Educación. Regresó a la enseñanza después de un año. En 1960, se convirtió en el presidente de la Comisión de Investigación de Prisiones y lanzó la Junta de Educación de Adultos.
Fue uno de los once candidatos presentados por el PAP fuera de Singapur en las elecciones federales de Malasia de 1964 en represalia contra el gobierno de Tunku Abdul Rahman por haber presentado candidaturas en Singapur en 1963. En un giro irónico con respecto a su derrota en 1955, Nair fue el único candidato del PAP en triunfar fuera de Singapur, al ser electo en la circunscripción de Bangsar, Selangor. Después de la expulsión de Singapur de la Federación, Nair permaneció en Malasia y fundó el Partido de Acción Democrática (DAP), como sucesor del PAP en el país. Sin embargo, Lee Kuan Yew lo convenció de regresar, temeroso de que las relaciones entre Singapur y Malasia siguieran tensas con Nair como figura opositora importante en el país vecino. Nair regresó a Singapur para dirigir el Congreso de Sindicatos Nacionales, el movimiento sindical que ayudó a establecer en 1961.
En 1979, como candidato del PAP, triunfó por aplastante margen en una elección parcial en la circunscripción de Anson, accediendo al Parlamento de Singapur. Retuvo con éxito el escaño en las elecciones de 1980. Sin embargo, a finales del año siguiente, fue propuesto como candidato a presidente, un puesto en gran medida ceremonial, y aceptó dimitir para ser electo, asumiendo el 23 de octubre de 1981. Su renuncia al Parlamento desencadenó una elección parcial que resultó ser histórica, pues el candidato del Partido de los Trabajadores, J. B. Jeyaretnam, obtuvo la victoria y se convirtió en el primer diputado opositor desde la independencia de Singapur.

## Renuncia
El 28 de marzo de 1985, Nair dimitió en circunstancias poco claras. El vice primer ministro Goh Chok Tong declaró en el Parlamento que Nair renunció para recibir tratamiento por alcoholismo, algo que Nair negó rotundamente.  De acuerdo con la contrademanda de Nair, renunció bajo presión cuando sus puntos de vista políticos entraron en conflicto y Goh lo amenazó durante un juego de ajedrez para derrocarlo como presidente. Nair también alegó que fue alimentado con drogas para que pareciera desorientado y que se difundieron rumores sobre su vida personal en un intento de desacreditarlo.
En 1999, un artículo sobre el caso en el periódico canadiense The Globe and Mail resultó en una demanda por difamación de Goh. Se afirmó que la demanda fue desestimada después de la reconvención de Nair. Sin embargo, en una carta al New York Times , se dice que Goh aceptó descontinuar la demanda solo cuando dos de los hijos de Nair emitieron un comunicado, reportado en The Globe and Mail el 1 de julio de 2004, sosteniendo que Nair no era ya competente mentalmente para presentar evidencia ante el tribunal. La declaración del Globe and Mail concluyó que "habiendo revisado los registros, y sobre la base del conocimiento de la familia de las circunstancias que llevaron a la renuncia del Sr. Nair como Presidente de Singapur en marzo de 1985, podemos declarar que no hay base por esta acusación (de que el Sr. Nair haya sido drogado)".

## Vida posterior a su presidencia
Después de su renuncia como presidente, Nair y su esposa emigraron primero a los Estados Unidos en 1988 donde se establecieron en Gaithersburg, Maryland. Luego, más tarde, se mudaron a Bloomington, Indiana. La pareja luego se mudó a Hamilton, Ontario, Canadá, donde vivieron por el resto de sus vidas. Su esposa, Avadai Dhanam, murió el 18 de abril de 2005 en Hamilton, mientras que Nair, que había desarrollado una demencia senil severa, murió el 7 de diciembre del mismo año que su esposa en Hamilton, Canadá.